# 劉純仁
劉純仁（1558年—1599年），字元之，號景范。南直隸常州府武進縣（今屬常州市）人，明朝政治人物。

## 生平
萬曆十三年（1585年）取中乙酉科應天府鄉試第十名舉人。
二十年（1592年）取中壬辰科第三甲第七十四名同進士出身。授福建泉州府推官。任內公平廉慎、獄多平反，凡迹涉嫌忌，其他推官不想受理或不敢受理者，純仁挺然當之。
二十二年（1594年），以推官充任甲午科廣東鄉試分考官。
二十三年（1595年），重刻韓國華、韓琦父子畫像並題跋於泉州府文廟。常赴沿海地區檢閱兵賦，數月即過勞致髮鬚為白。因上司按察使頻繁檄委辦理案件，積勞致病，重病時屬下贈禮，仍手答嚴拒。
二十七年（1599年），積勞病卒於任上，年四十二歲。為官廉潔清貧，歸葬時家人出賣衣袍才償還喪款；福建省追崇入祀名宦祠，常州公舉入祀鄉賢祠。
崇禎四年（1631年），以子劉熙祚敕贈文林郎。
十六年（1643年），以子劉熙祚誥贈浙江道監察御史，以子劉永祚贈中順大夫、福建興化府知府。有誥敕三道。

## 家族
劉純仁為武進西營劉氏第八世。
- 曾祖：劉德
- 承繼曾祖：劉璠（？年－？年），早卒無嗣，以外甥張崟入嗣。
- 祖父：劉崟（1506年－？年），本姓張，入嗣劉氏。無職，有義行。[5]
- 父：劉應時（1536年－1608年）。歲貢生，五舉鄉飲大賓。
- 母：嚴氏，贈太孺人。
- 繼母：董氏，庠生董垚之女。

### 妻室
- 正室：吳氏，累贈太恭人。貢生平谷縣知縣吳之美之女。
- 無側室。

### 子女
有四子二女，皆正室出。
- 長子：劉明祚（1580年－1649年），崇禎元年恩貢生，官浙江湖州府通判。娶宜興萬氏，光祿寺監事萬智之女。繼娶馬氏，馬是龍之女。
- 次子：劉熙祚（1587年－1643年），天啟四年舉人，官至巡按湖廣監察御史。娶溧陽彭氏，光祿寺署正彭尚德之女。
- 三子：劉永祚（1588年－1646年），崇禎三年北副榜，恩貢生，官至福建興化府知府。娶宋氏，萬曆十六年舉人宋雲龍之女。
- 四子：劉綿祚（1589年－1634年），崇禎四年進士，官江西永豐縣知縣。娶宜興史氏，贈太常寺卿史褒德之女、萬曆十一年進士史孟麟之姊妹。
- 長女，適邑庠生刑部主事薛憲稷。
- 次女，適邑庠生趙熙鴻。